# Grammatotria lemairii
Genre
Espèce
Statut de conservation UICN

 LC  : Préoccupation mineure
Grammatotria lemairii est une espèce de poissons de la famille des Cichlidae. C'est la seule de son genre Grammatotria (monotypique).

## Répartition
L'espèce est endémique du lac Tanganyika en Afrique.

## Description
La taille maximale connue pour Grammatotria lemairii est de 260 mm. Les femelles protègent leurs alevins dans leur bouche jusqu'à ce qui atteignent une taille d'environ 13 mm. Il s'agit d'une espèce probablement carnivore se nourrissant de mollusques et de diatomées.

## Étymologie
Son nom spécifique, lemairii, lui a été donné en l'honneur de Charles Lemaire (1863-1925), explorateur au Congo qui a collecté des poissons, dont cette espèce, dans le lac Tanganyika.